# Ekwele
L'ekwele fou la unitat monetària de Guinea Equatorial entre 1975 i 1985. Tot i que nominalment es dividia en 100 cèntims (en espanyol céntimos), mai se'n van arribar a emetre monedes. El seu codi ISO 4217 era EQE.
El nom de la moneda (escrit així a partir de 1979; abans s'usava la forma ekuele) fa referència a una punta de llança de ferro que en temps precolonials es feia servir com a moneda. El plural és bipkwele.
L'ekwele va substituir la pesseta guineana en termes paritaris (1:1) i fou substituït pel franc CFA (escrit franco a les monedes i als bitllets de Guinea Equatorial) a raó de 4 bipkwele per franc.
Emès pel Banc de Guinea Equatorial (Banco de Guinea Ecuatorial), en el moment de la seva substitució pel franc CFA en circulaven monedes d'1, 5, 25 i 50 bipkwele i bitllets de 100, 500, 1.000 i 5.000 bipkwele.
Aquesta moneda d'origen occidental va comportar problemes davant la societat de la tribu dels fang que mostraven unes relacions de parentiu no incloses en les transaccions monetàries noves.